# Sol i ombra
El sol i ombra (en castellà sol y sombra) és una beguda alcohòlica que mescla anís (sol) i brandi o conyac (ombra) a parts iguals. És un combinat tradicional i molt popular en algunes regions d'Espanya i consumit habitualment als bars. Se sol barrejar amb la mateixa proporció el conyac i l'anís, i es serveix en una copa de licor de petites dimensions.

## Ingredients
½ mesura d'anís
½ mesura de brandi o conyac

## Preparació
En cocteleria per a preparar aquesta barreja es pot posar primer el gel a la coctelera, a continuació o, directament i sense gel, s'afegeix l'anís (sol) i el brandi o conyac (ombra) i es barregen tots dos per a que quedin ben integrats. Es mou enèrgicament el recipient per a una millor mescla dels sabors amb el gel.
Per a servir el "sol i ombra" s'usen copes específiques anomenades "de brandi" i s'omplen fins a la meitat.

## Història
Antigament en acabar de menjar en un local era habitual demanar una copa d'algun licor al cambrer, al que aquest responia amb una sola pregunta "anís o conyac?". Això es devia al fet que a la majoria dels bars d'Espanya era molt habitual que aquestes dues begudes es trobessin a l'establiment ja que eren les més populars i consumides.
Les primeres mencions conegudes són del segle XIX al sud d'Espanya en referència a begudes fetes amb dos lícors. El seu origen podria estar relacionat amb la tauromàquia.